# HD96237
HD96237 — хімічно пекулярна зоря спектрального класу A4, що має видиму зоряну величину в смузі V приблизно  9,5.
Вона  розташована на відстані близько 1664,1 світлових років від Сонця.

## Пекулярний хімічний склад
Зоряна атмосфера HD96237 має підвищений вміст 
Cr
.